# IPHL 1906/07

V sezoni 1906/07 lige WPHL so igrala moštva lige International Professional Hockey League.

## Končna lestvica
| Moštvo                 | OT | Z  | P  | R | GF  | GA  | TOČ | Povpr. |
| ---------------------- | -- | -- | -- | - | --- | --- | --- | ------ |
| Houghton-Portage Lakes | 24 | 16 | 8  | 0 | 102 | 102 | 32  | .666   |
| Canadian Soo           | 24 | 13 | 11 | 0 | 124 | 123 | 26  | .542   |
| Pittsburgh Pros        | 24 | 12 | 12 | 1 | 94  | 82  | 25  | .500   |
| Michigan Soo Indians   | 24 | 11 | 13 | 0 | 103 | 88  | 22  | .458   |
| Calumet Wanderers      | 24 | 8  | 26 | 1 | 96  | 124 | 17  | .340   |